# Microcitrus
Microcitrus es un género con siete especies de plantas  perteneciente a la familia Rutaceae. Es originario de Australia y Nueva Guinea.

## Especies
- Microcitrus australasica
- Microcitrus australis
- Microcitrus garrowayae
- Microcitrus inodora
- Microcitrus maideniana
- Microcitrus papuana
- Microcitrus warburgiana